# Can Bufalà
Can Bufalà, antigament anomenada Can Seriol de la Riera i Can Ferrater de Baix, va ser una masia de Badalona, que va donar nom al barri homònim.

## Història i descripció
Estava situada a l'alçada de l'actual carrer de Bailèn. Tanmateix, tradicionalment va pertànyer al Canyet, essent de fet la casa senyalada amb el número 1 del barri.
Els seus orígens es remunten als segles xv-xvi, i durant diverses generacions va ser propietat de la família Seriol de la Riera, documentada a Badalona des del segle xiii. A principis del segle xix, Ramon Seriol de la Riera la va vendre a l'aristòcrata i jurista barceloní Esteve Ferrater i de Janer, propietari de la masia de Can Ferrater. Els Ferrater van reformar la casa, que va començar a ser coneguda com a Can Ferrater de Baix, i van donar-li un aspecte senyorial.
La casa i la finca van ser heretades pels fills d'Esteve, i a través del matrimoni entre Anna de Ferrater i de Bofarull amb el noble i militar Amadeu de Bufalà i Vidal, va passar a la família Bufalà, que li va donar el nom pel qual seria coneguda en endavant.
Va ser enderrocada el 1956 i substituïda per una promoció d'habitatge públic, el Grup General Moscardó, també coneguts com «pisos vermells», i més tard, l'Obra Sindical del Hogar va promoure el polígon d'habitatges El Bruch.